# Баварський національний музей

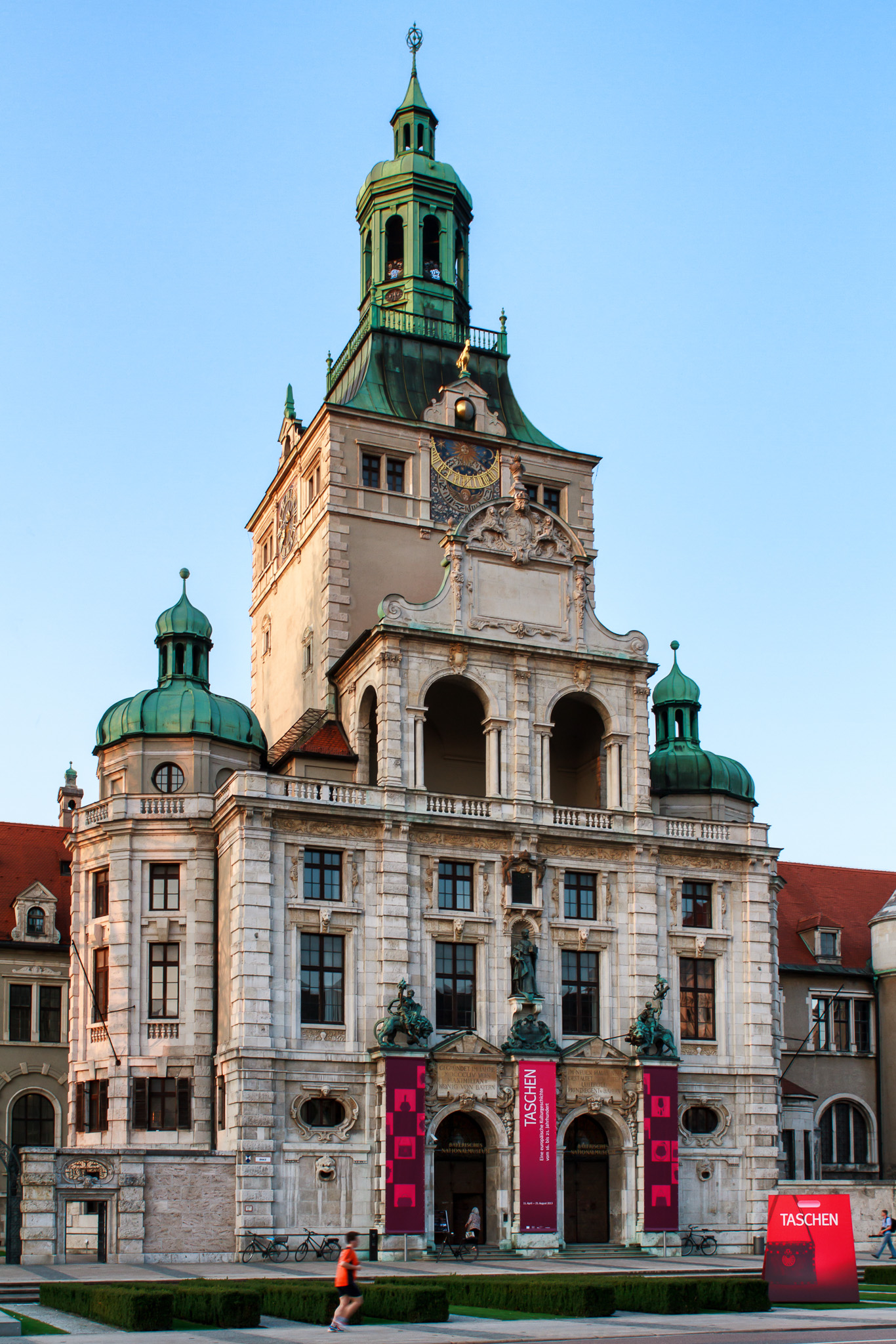
Баварський національний музей

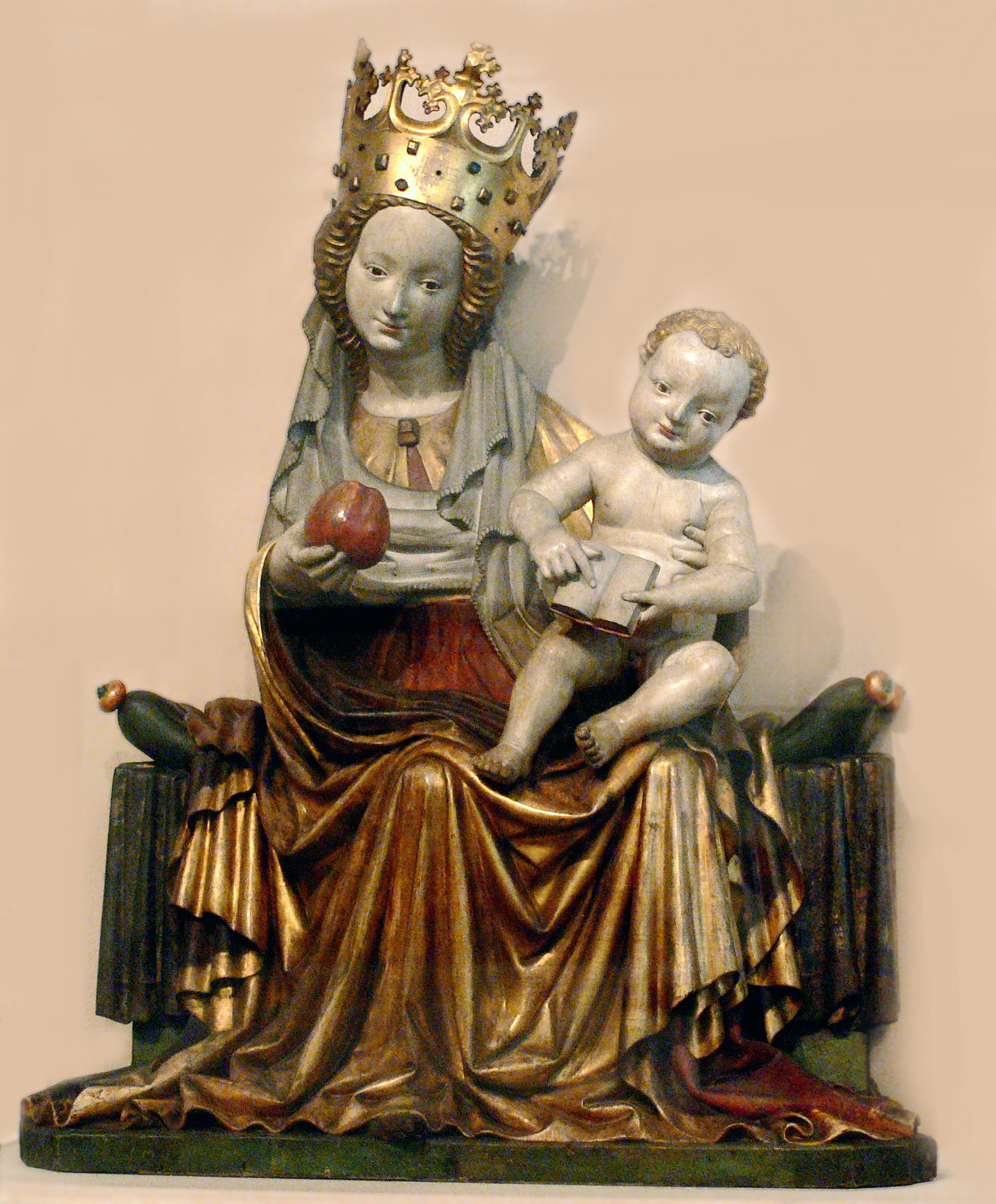
Зеонська Мадонна(The gothic Madonna fromSeeon Abbey)

48°08′36″ пн. ш. 11°35′28″ сх. д. / 48.1432° пн. ш. 11.591° сх. д.
Бава́рський націона́льний музе́й (нім. Bayerisches Nationalmuseum) — музей у німецькому місті Мюнхен, один із найбільших у Німеччині, визнане європейське зібрання творів образотворчого мистецтва і предметів культурно-історичної значимості.

## Історія
Музей був заснований в 1855 р. королем Баварії Максиміліаном II. З кінця XIX в. музей розташований на вулиці Прінцрегентенштрассе (нім. Prinzregentenstraße). Будівля в стилі еклектики побудована в 1894–1899 рр. за проектом придворного архітектора Габріеля фон Зайдля. Вхід до музею прикрашає кінна статуя принц-регента Баварії Луітпольда роботи Адольфа фон Гільдебранда.
Експозиція першого поверху музею розповідає про історію культури і мистецтва Баварії та південної Німеччини від Середніх віків до сучасності, зокрема за допомогою скульптурних творів Еразма Ґрассера, Тильмана Ріменшнайдера, Ганса Лейнбергера, Адама Крафта, Джованні да Болонья, Губерта Герхарда, Адріана де Вріса, Йоганна Баптиста Штрауба, Фердинанда Тіца, Симона Трогера, Игнаца Гюнтера і Людвіга Шванталера. У музеї зберігається уславлена  «Зеонська Мадонна».
На другому поверсі музею розмістилися спеціалізовані колекції порцеляни, художніх виробів зі слонової кістки, золота і срібла, старовинних годинників, текстилю, інкрустацій по дереву ( інтарсія ) і вітражного мистецтва.

Цокольний поверх відведено під експонати, що розповідають про сільське життя і культуру Баварії там. Особливу популярність здобула найбільша в світі колекція скульптурних зображень біблійної різдвяної сцени з яслами в хліві — так званих «різдвяних вертепів».
Ювілей Баварського національного музею — 150- річчя з дня заснування — був відзначений в 2005 р. однойменною виставкою.

## Галерея

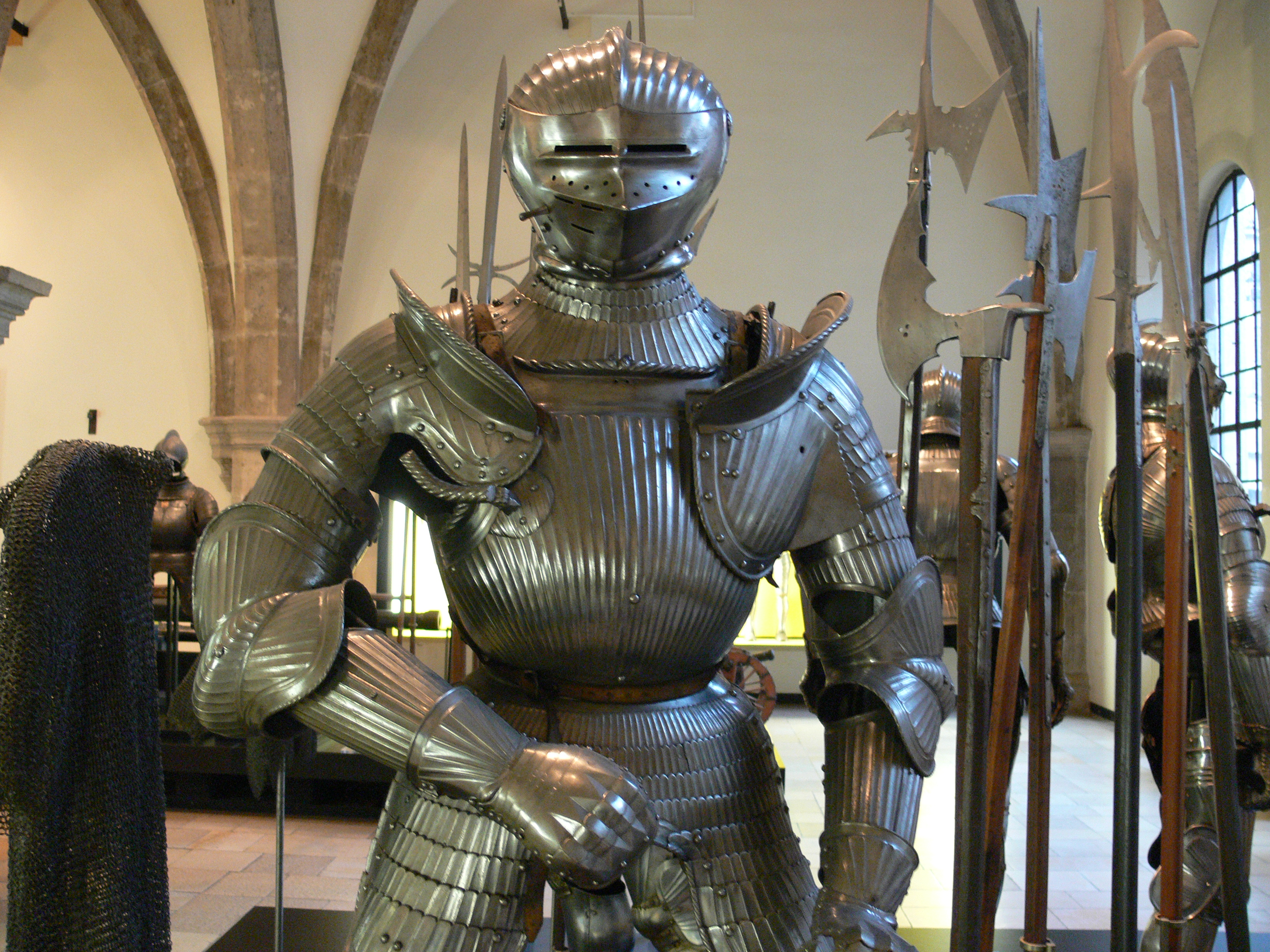
Обладунки середньовічного лицаря
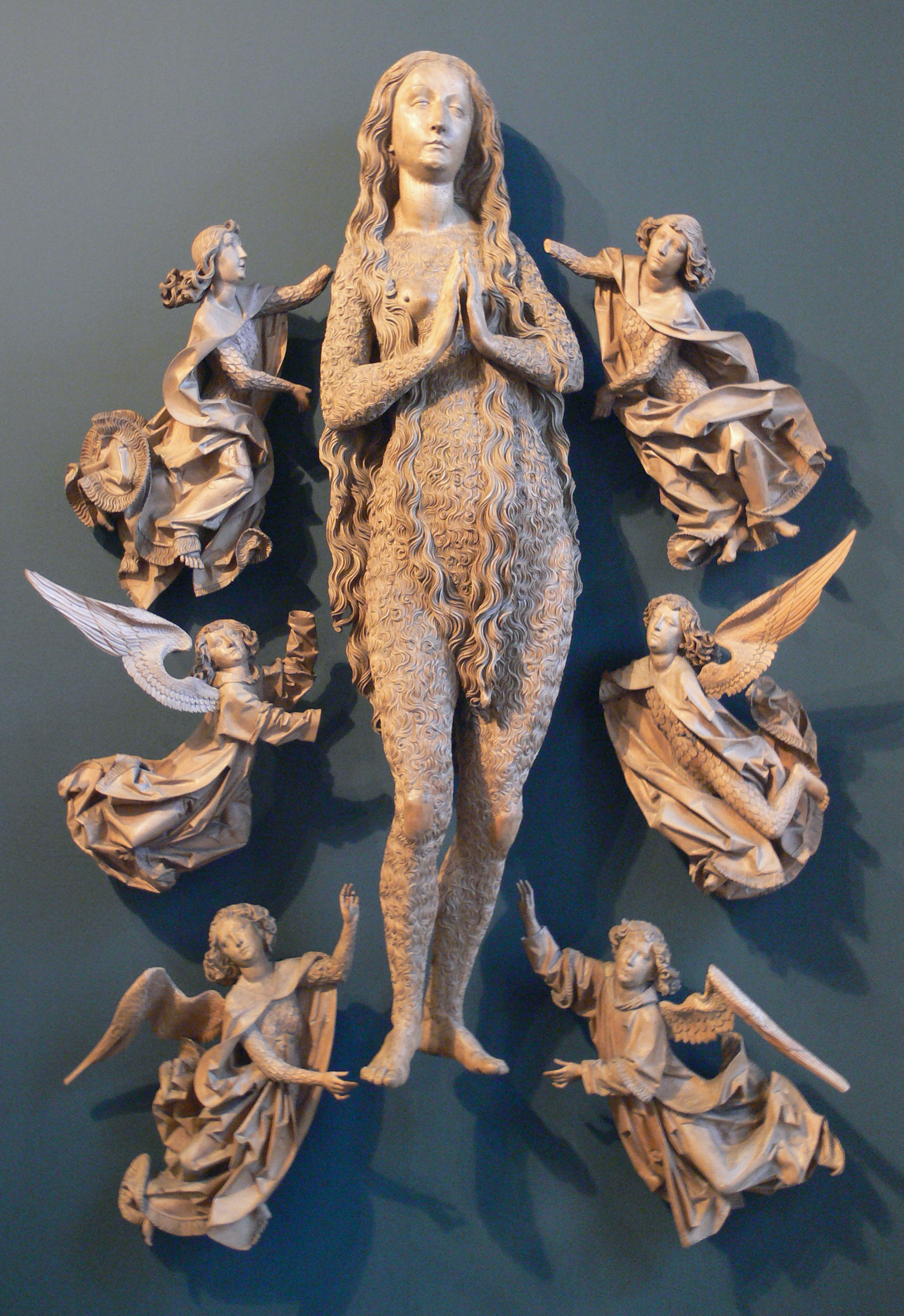
Tilman Riemenschneider: Magdalena
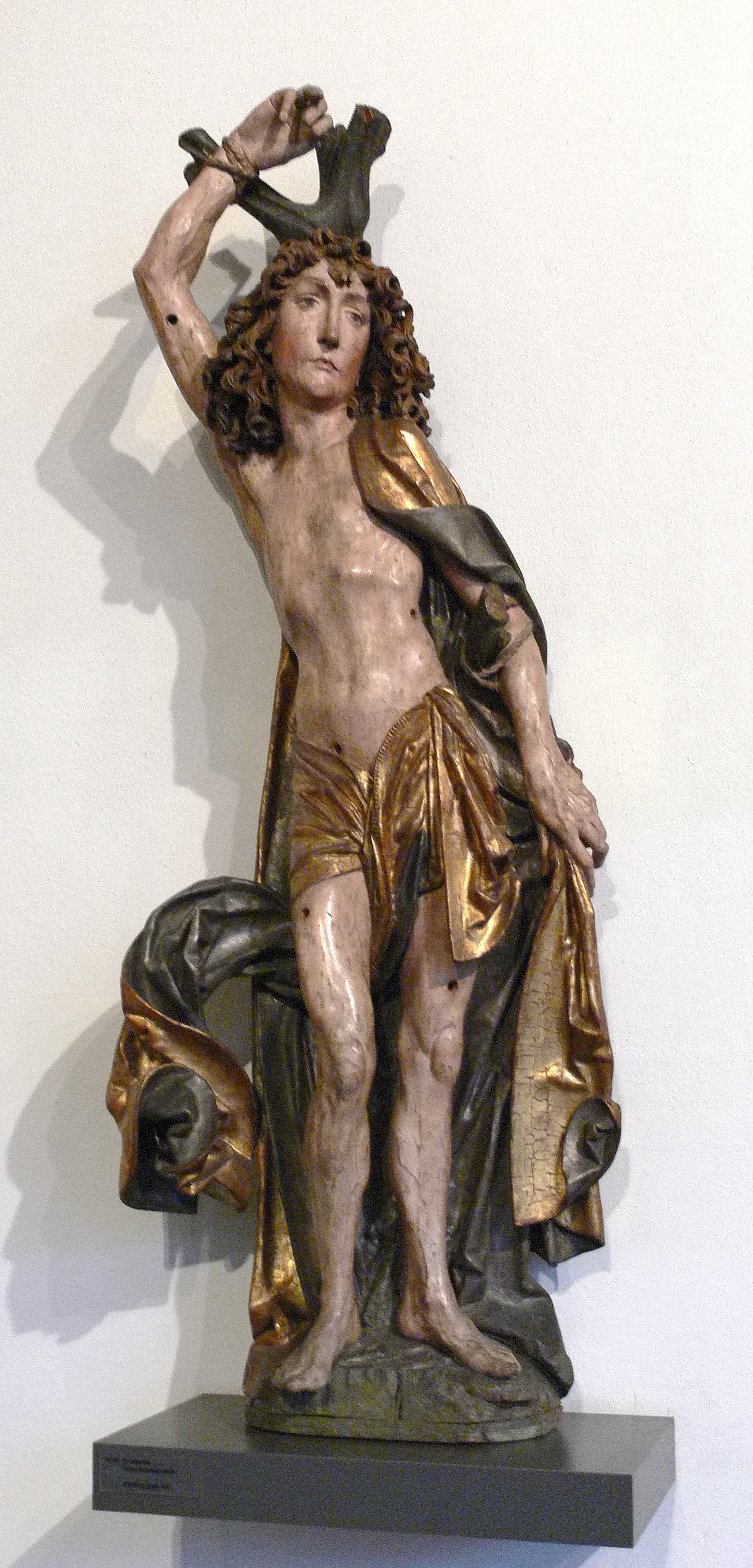
Tilman Riemenschneider: Saint Sebastian
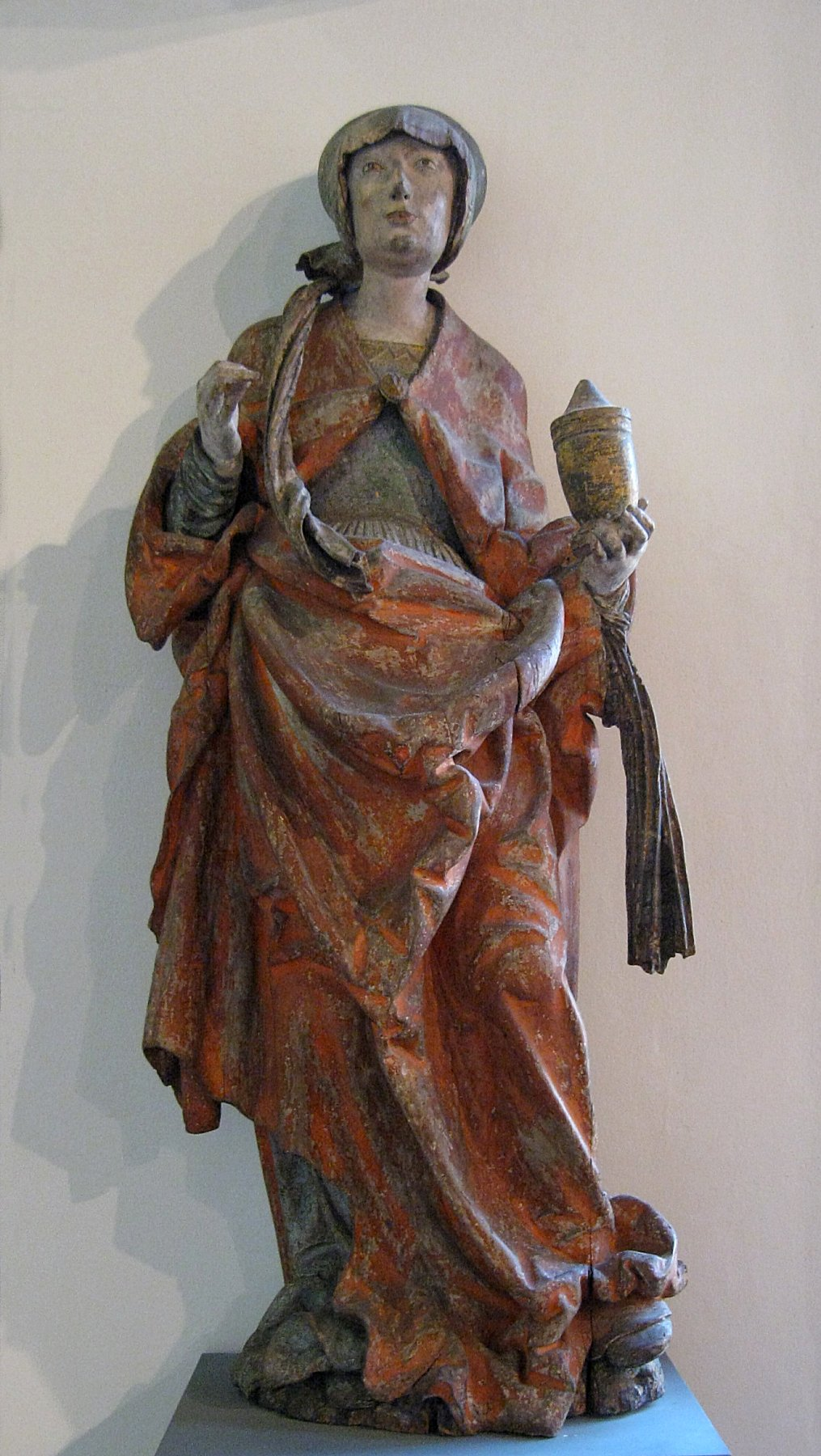
Hans Leinberger: St. Magdalena, about 1520
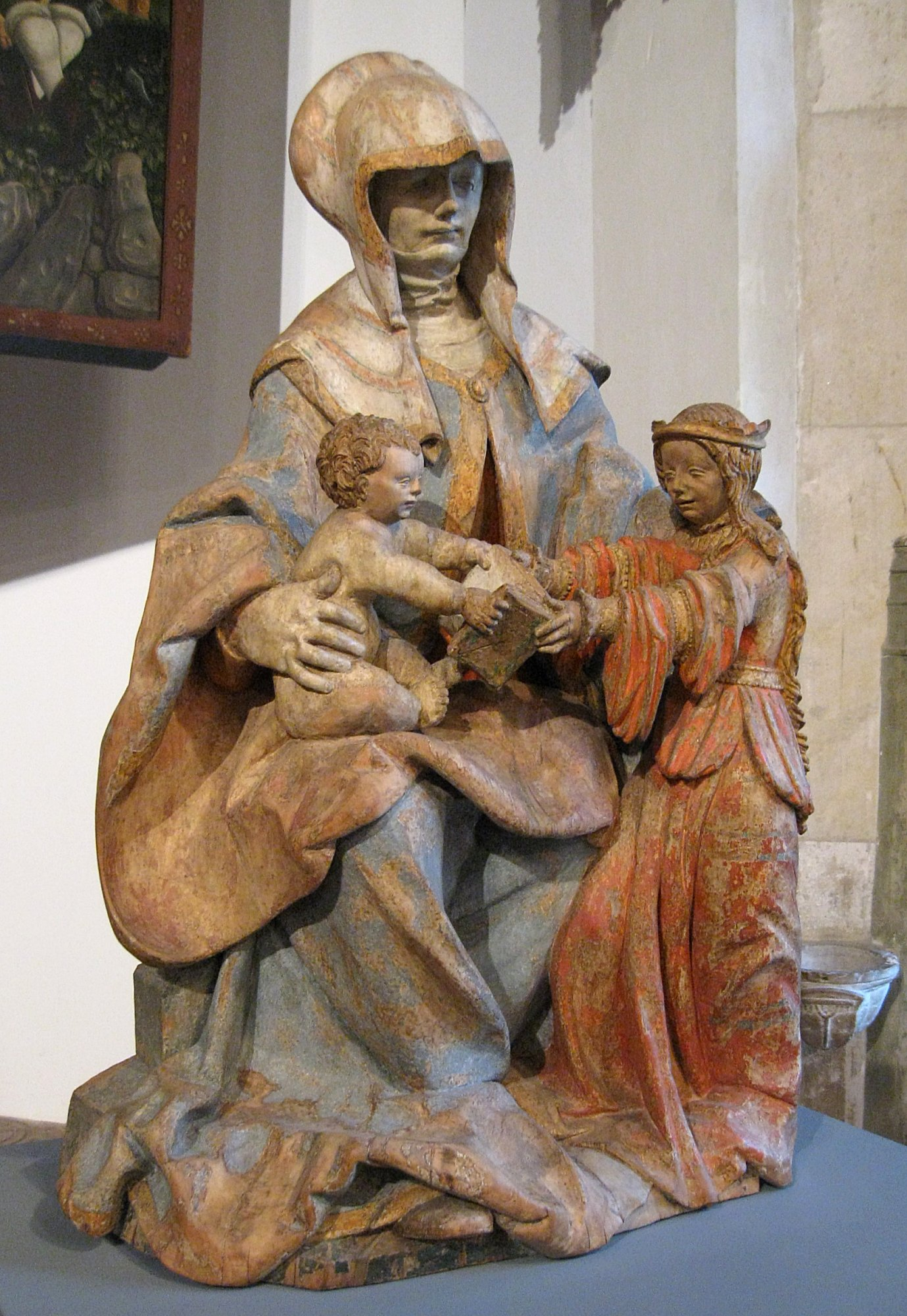
Hans Leinberger St. Anna Selbdritt
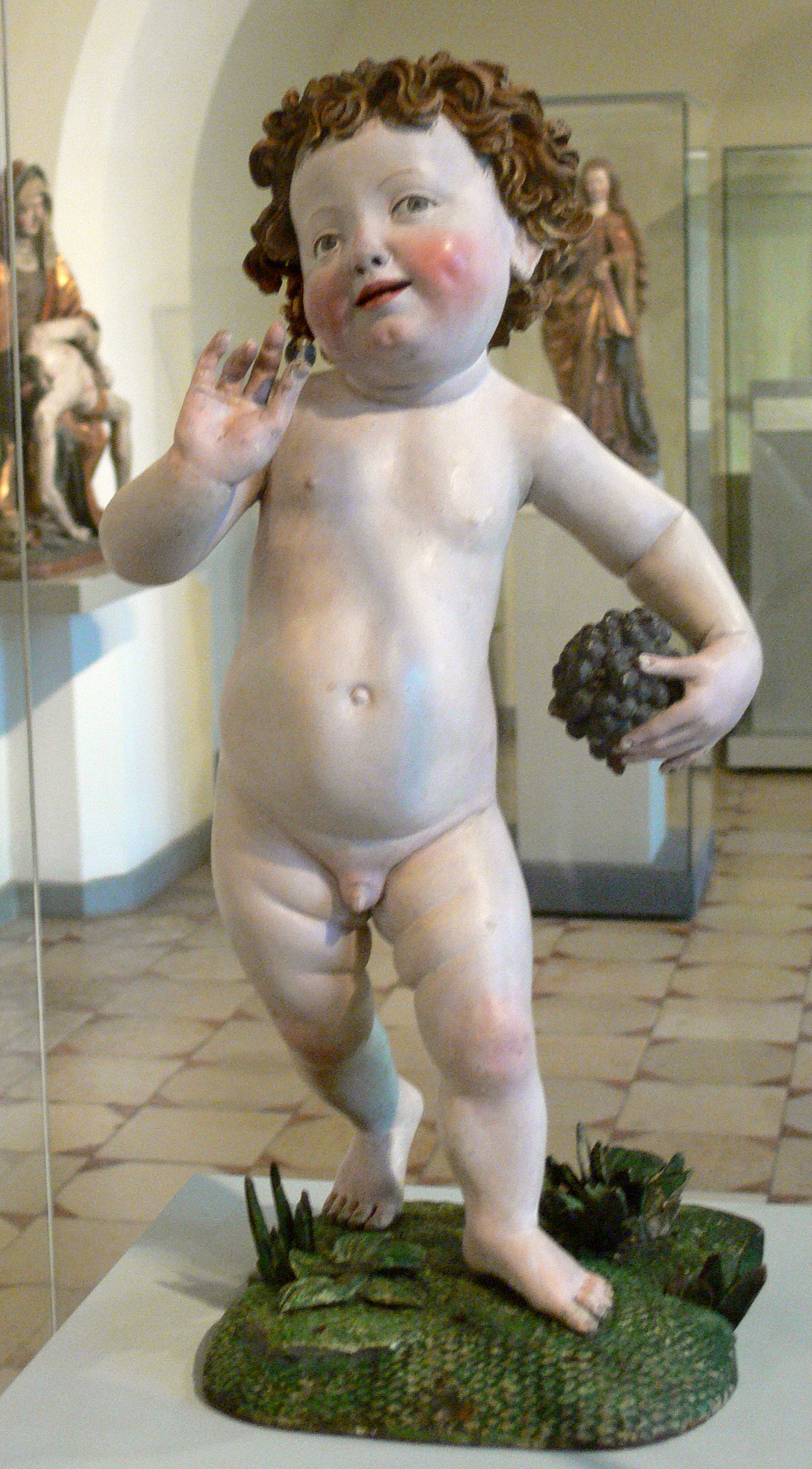
Niclaus Gerhaerts von Leyden: Jesus with grapes
Conrat Meit: Judith with the head of Holofernes
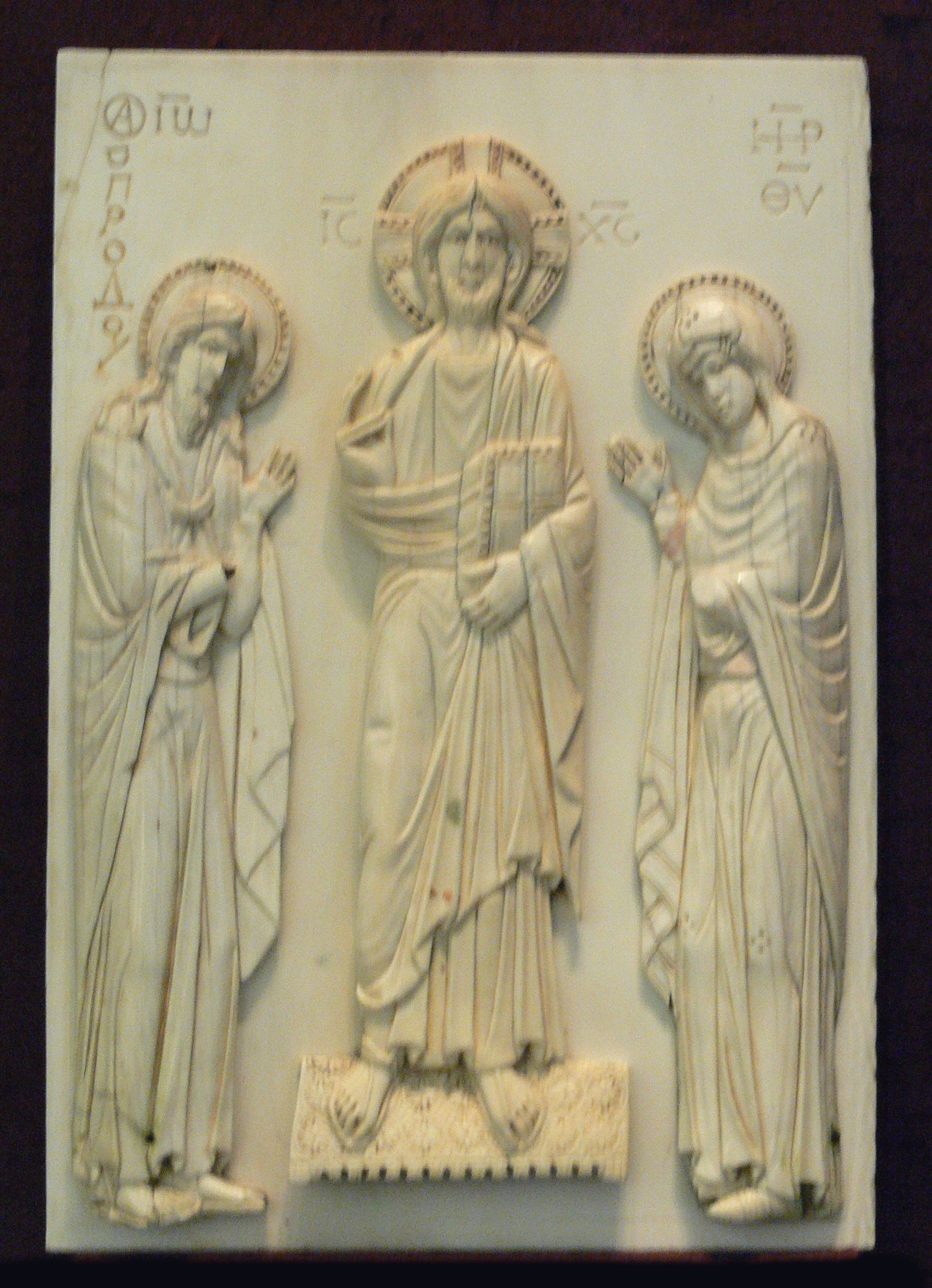
«Христос між Богородицею та Іваном Хрестителем », Візантія, слонова кістка, різьба
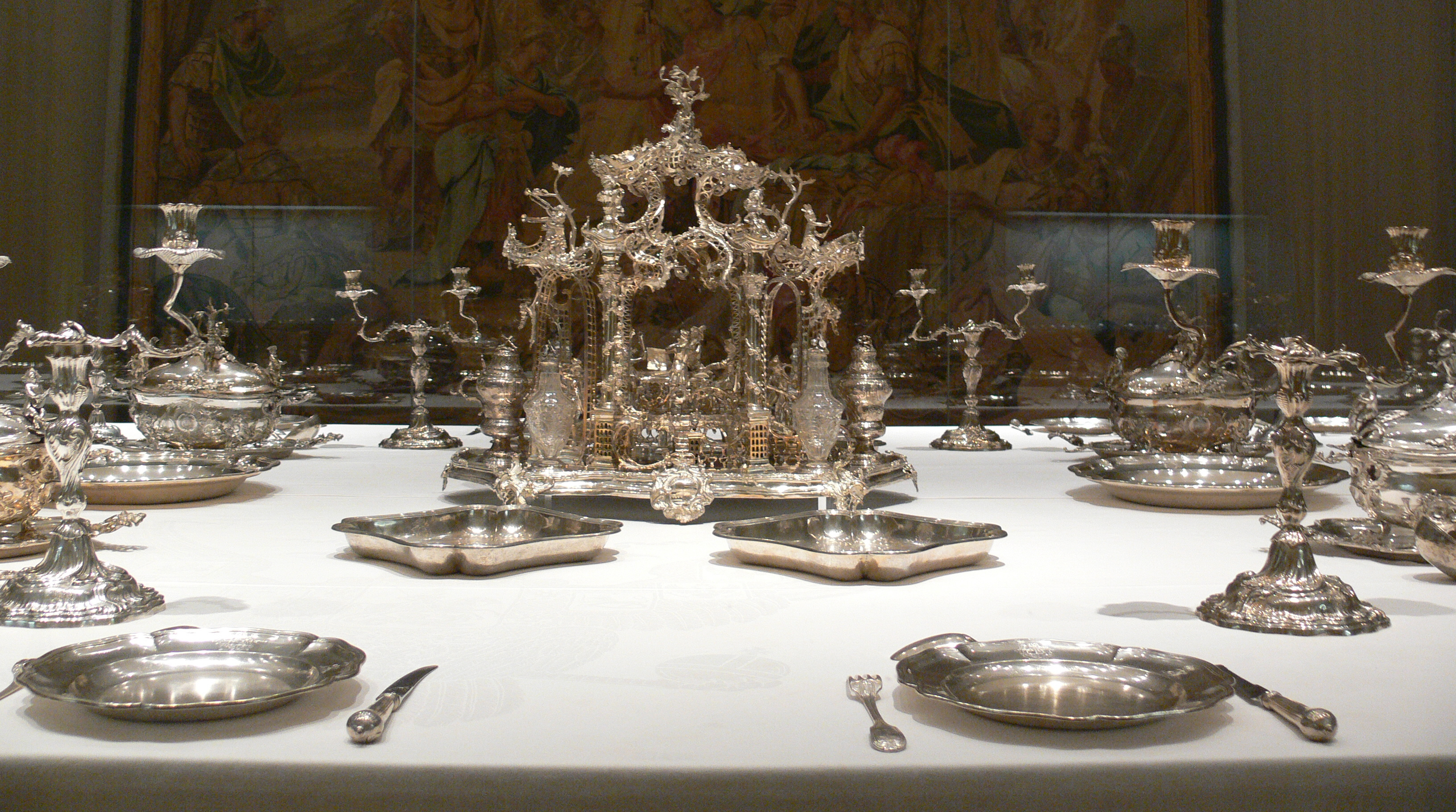
Augsburger table crockery of the Prince Bishops of Hildesheim